# Rodínia
Rodínia és el nom d'un hipotètic supercontinent que fa uns 1.100 milions d'anys, durant el Neoproterozoic, comprenia la major part de la superfície de terra del planeta. Començà a segmentar-se fa uns 800-750 milions d'anys a causa de moviments magmàtics a l'escorça terrestre, acompanyats d'una intensa activitat volcànica. Finalment, s'escindí en vuit continents dels quals posteriorment es formarà el supercontinent Pangea.
La idea data dels anys 1970 en un intent d'explicar l'explosió de moltes i molt diverses formes de vida al començament del paleozoic.
El seu nom, que va ser proposat per dos científics nord-americans el 1990 deriva de la paraula russa родина (rodina), que significa «terra ancestral». Aquesta terra ancestral s'hauria trobat al mig de l'Oceà Mirovoi («de tot el món»). La UNESCO va llançar el 2000 el projecte 440 en el marc del Programa internacional de correlació geològica (International Geological Correlation, IGCP) Programme per a provar aquesta hipòtesi. El primer mapa geodinàmic va ser publicat el 2008.